# 小林正受
小林 正受（こばやし しょうじゅ、1944年11月2日 - ）は、日本の経営者。関西ペイント社長を務めた。

## 来歴・人物
兵庫県出身。1968年に大阪外国語大学を卒業し、同年に関西ペイントに入社。1999年に取締役に就任し、常務、専務を経て、2004年に社長に就任。2010年4月に会長に就任し、翌年6月からは相談役を務めた。2015年4月に旭日中綬章を受章した。